# کمنیتس

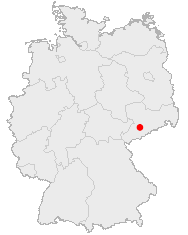
محل کمنیتس بر روی نقشه آلمان.

کمنیتس (به آلمانی: Chemnitz) شهری است در ایالت زاکسن آلمان که با حدود ۲۴۱٬۲۱۰ نفر جمعیت (بر اساس آمار سال ۲۰۱۲) سومین شهر بزرگ این ایالت بعد از درسدن و لایپزیگ می‌باشد.
این شهر طی دوره حکومت کمونیستی (۱۹۵۳–۱۹۹۰) در آلمان شرقی «شهر کارل مارکس» (به آلمانی: Karl-Marx-Stadt) نامیده می‌شد.

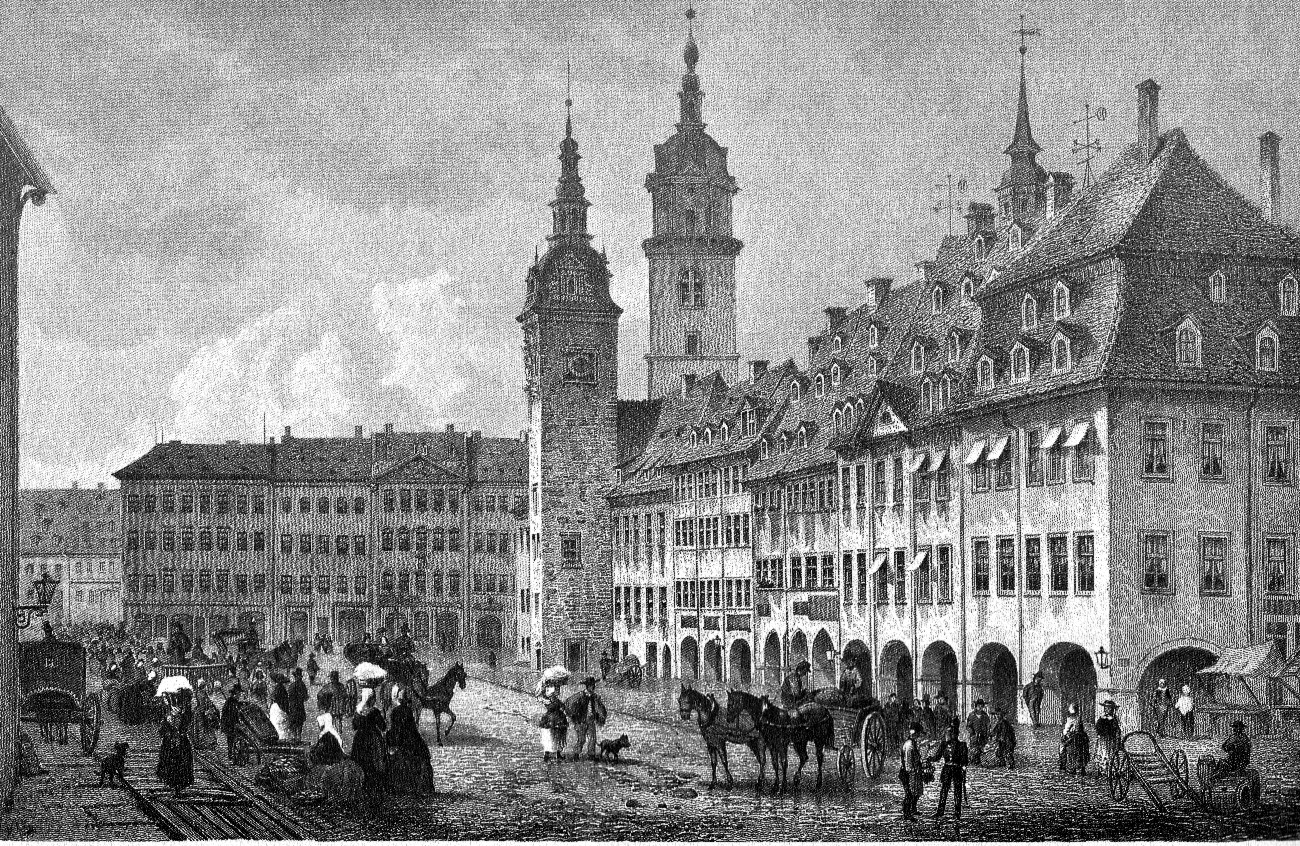
کمنیتس در ۱۸۵۰ میلادی

از اوایل قرن نوزدهم میلادی تا پایان جنگ جهانی دوم کمنیتس از شهرهای مهم صنعتی آلمان بود. طی جنگ جهانی دوم این شهر از مراکز مهم تولید تسلیحات برای ارتش آلمان نازی بود و به همین جهت تحت بمباران شدید هوایی نیروهای متفقین قرار گرفت و در نتیجه اهمیت صنعتی خود را در دورهٔ جمهوری دموکراتیک آلمان تقریباً از دست داد.
کمنیتس در ۲۸ اکتبر ۲۰۲۰ به عنوان پایتخت فرهنگی اروپا برای سال ۲۰۲۵ انتخاب شد.